# Підгаєцька угода (16 жовтня 1667)
Підгаєцька угода — договір, укладений у ході польсько-українсько-татарської війни 16 жовтня 1667 року між представниками Речі Посполитої і Кримського ханату біля містечка Підгайців після несподіваного для татар наступу козаків кошового Івана Сірка під Перекоп. За нею Річ Посполита зобов'язувалася платити давній гарач за стримування татарами нападів на її землі.